# Abito religioso
L'abito religioso è il vestito proprio portato dai membri di un istituto di vita consacrata.

## Composizione
Gli abiti religiosi degli istituti maschili hanno, in genere, fogge diverse a seconda dell'epoca e del luogo nel quale l'Istituto è stato fondato. Spesso essi si ispirano ai ceti sociali più umili come quelli dei contadini, della servitù, dei pellegrini ecc. In seguito essi diventano un abito che contraddistingue ogni Istituto.
In genere, l'abito maschile è costituito da una tunica, generalmente stretta in vita da una cintura o da un cordone, con scapolare, cappuccio o cocolla e mantello; i canonici regolari aggiungono anche rocchetto, mozzetta e berretta. L'abito femminile si compone di tonaca, velo, soggolo e frontino.
A seconda dell'ordine, la tunica può essere lunga fino alle caviglie, più o meno ampia ed elaborata. I  colori più diffusi sono il nero, il bianco e il marrone, negli ultimi decenni, con la rinascita o la fondazione di tanti istituti si trovano anche altri colori come il blu, grigio, azzurro.
La tonaca è in genere cinta da  cintura in pelle come per i benedettini, domenicani, agostiniani e altri, ma può essere anche di stoffa come è per i gesuiti, certosini e altri. L'unica famiglia religiosa ad essere cinta dalla corda è quella francescana.
Molti ordini fanno uso dello  scapolare così: i carmelitani, certosini, benedettini e altri. Lo scapolare può aver un colore diverso da quello dell'abito come per i girolamini o i cistercensi, marrone o nero su abito bianco.
Altro elemento tipico dell'abito maschile è il  cappuccio in particolare per gli ordini monastici e ordini mendicanti.
Ogni abito religioso ha inoltre a corredo il  mantello, con o senza cappuccio, lungo fino alle caviglie o più corto dello stesso colore dell'abito oppure l'opposto. Mantello nero su abito bianco per esempio: domenicani, certosini, oppure mantello bianco su abito scuro (marrone) per i carmelitani.
Una parte dell'abito poco conosciuta è l'abito corale o cocolla usato dagli ordini monastici che viene indossato sopra l'abito "da lavoro". Questo abito, molto ampio e senza cintura viene indossato dai monaci con l'intento di sottolineare la differenza tra momenti di vita "profana" nel chiostro da quelli sacri nel coro o chiesa.
Questa tipologia di abiti sopraelencati è caratteristica degli istituti maschili medievali ma non è la regola.
Oggi, molti istituti non adottano più un vestito proprio. L'abito religioso resta allora un vestito semplice, soprattutto per le donne, o la talare o il clergyman.

## Nel diritto canonico
Il codice di diritto canonico richiede che un membro di un istituto di vita consacrata, anche attraverso il vestito, sia testimone dei valori evangelici ed in particolare del voto di povertà.
In molti ordini, al termine del postulandato ed all'inizio del noviziato, vi è la vestizione: cerimonia religiosa nella quale il candidato riceve ed incomincia ad indossare l'abito religioso.

## Abiti religiosi
I costumi religiosi, da un'illustrazione dell'enciclopedia Le Larousse du XXe siècle, 1932. Dall'alto in basso, da sinistra a destra:
- Eremita
- Carmelitano (nell'XI secolo)
- Flagellante
- Premostratense
- Gesuita
- Carmelitano
- Cistercense
- Frate Minore francescano
- Trappista (abito corale)
- Trappista (abito da lavoro)
- Padre bianco
- Benedettino
- Certosino
- Domenicano
- Picpusiano
- Agostiniano
- Fratello marista
- Gabrielista
- Lasalliano

- Brigidina del Santissimo Salvatore (abito in uso nel Cinquecento)
- Penitente
- Beghina
- Domenicana
- Cappuccina
- Francescana di Santa Maria degli Angeli di Angers
- Orsolina
- Clarissa
- Suora dell'Educazione Cristiana
- Religiosa dell'Assunzione
- Terziaria regolare francescana
- Cistercense
- Benedettina
- Suora di San Giuseppe di Cluny
- Carmelitana
- Figlia della Sapienza
- Francescana missionaria di Maria
- Missionaria di Nostra Signora d'Africa
- Figlia della carità vincenziana
- Piccola Sorella dei Poveri

## Esempi di abito religioso maschile

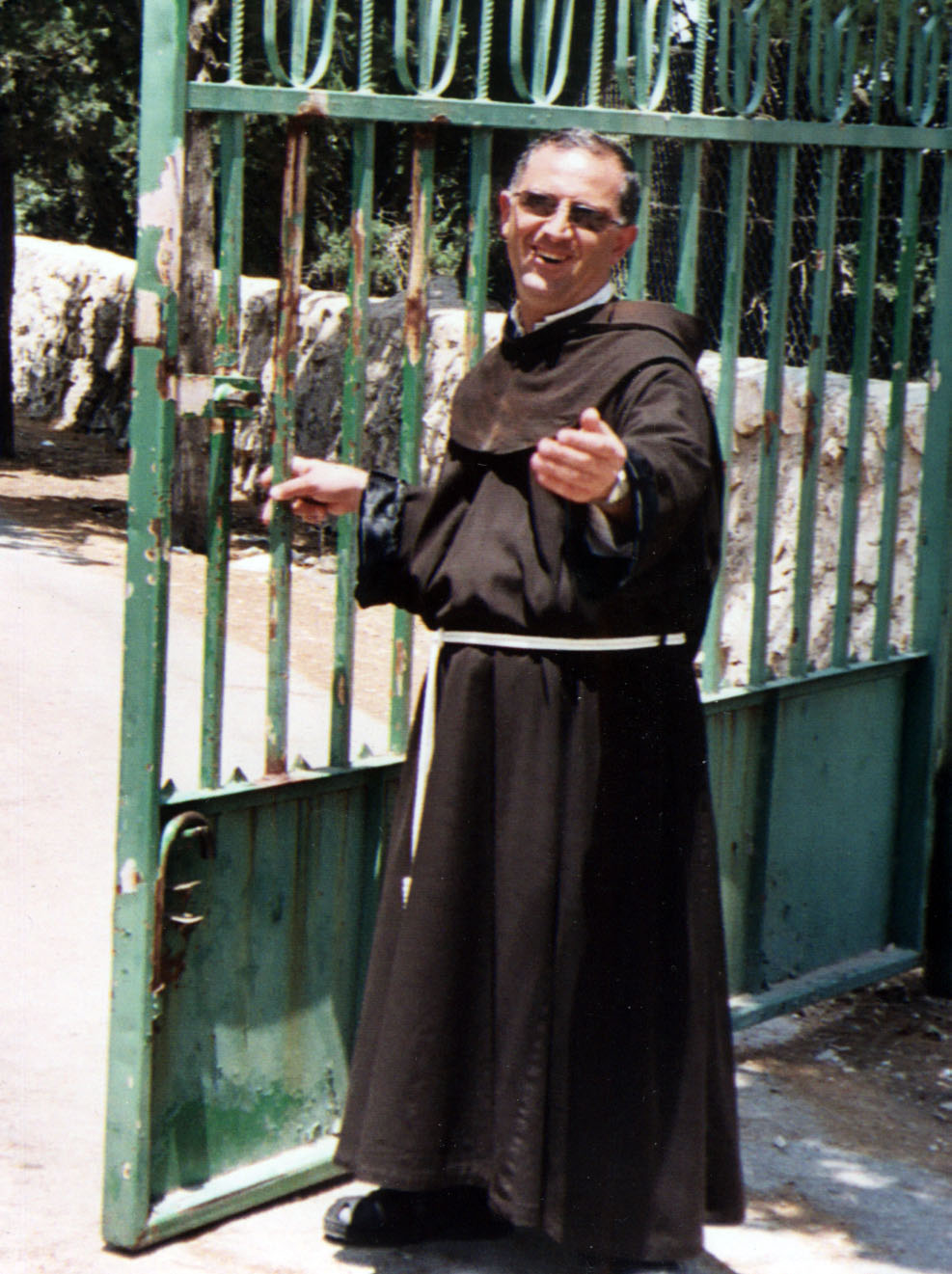
Francescani
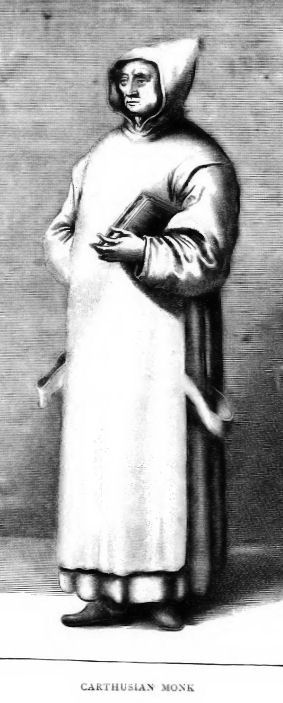
Certosini
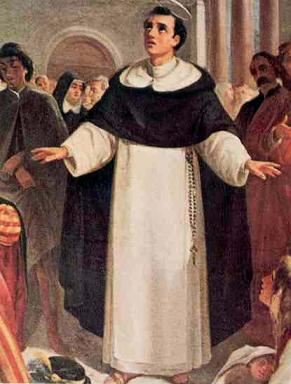
Domenicani
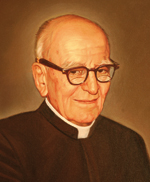
Gesuiti
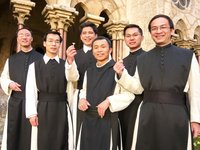
Cistercensi
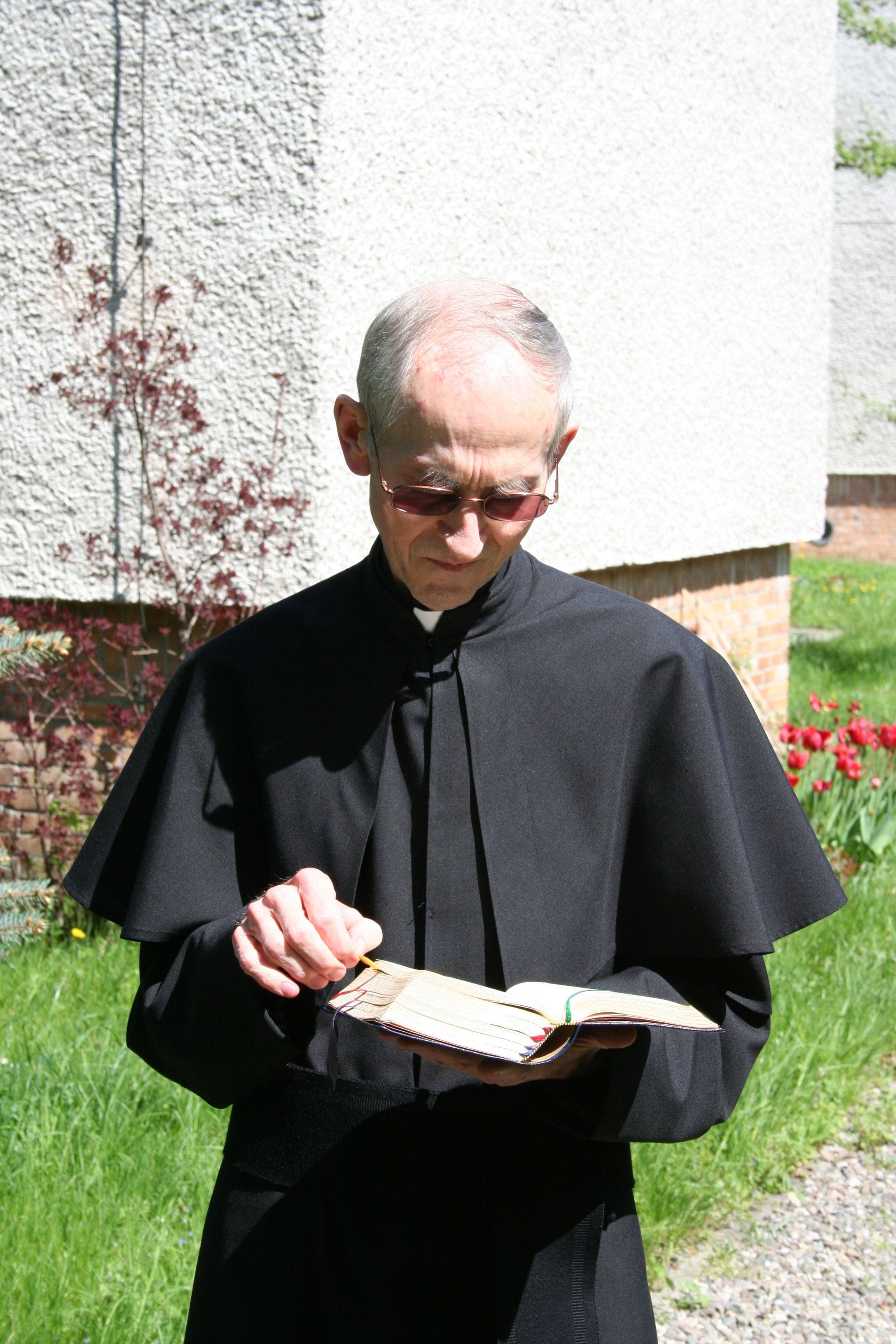
Pallottini
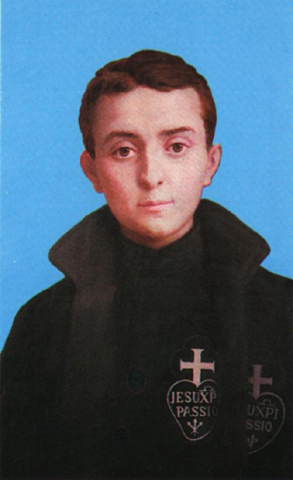
Passionisti
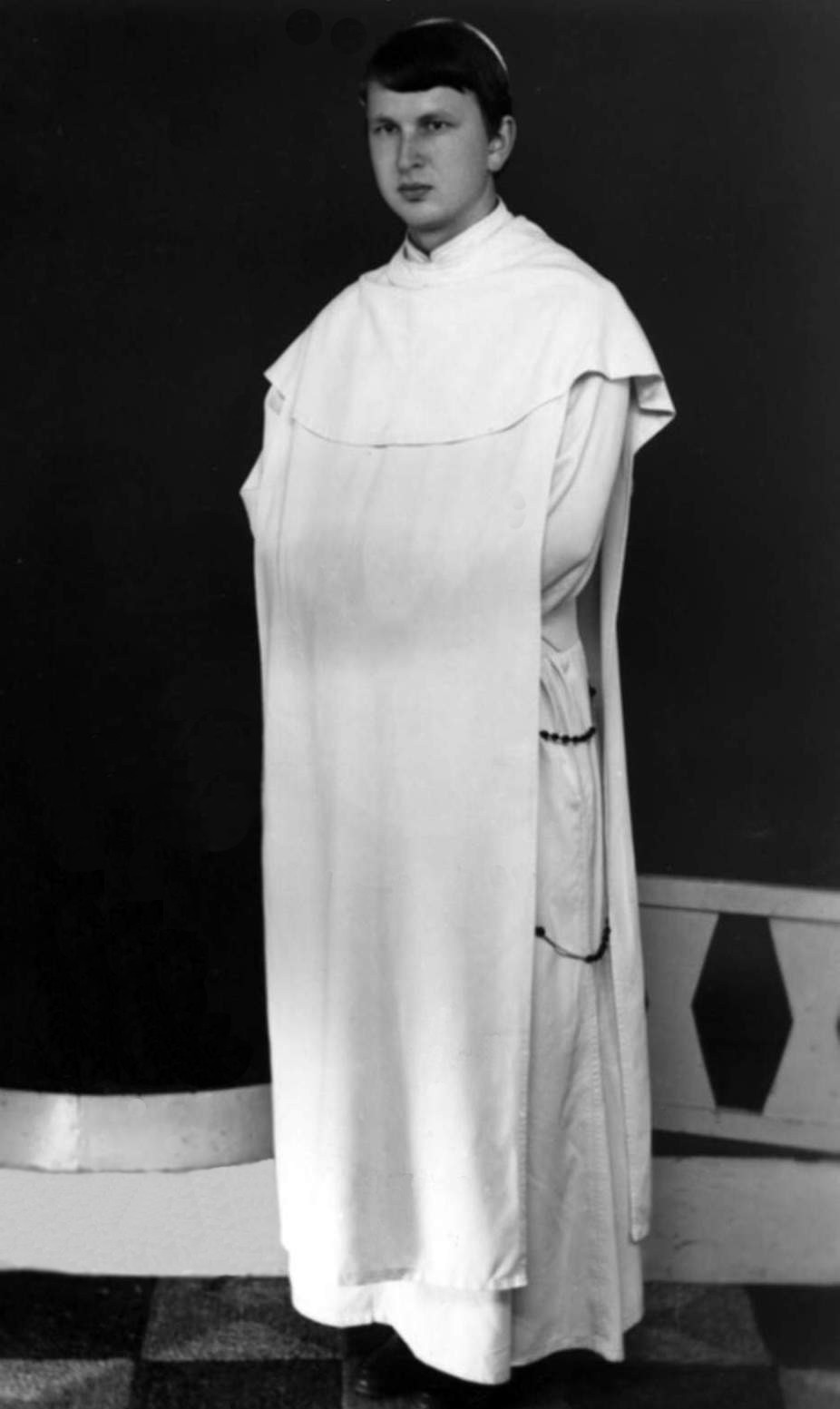
Paolini

## Esempi di abito religioso femminile

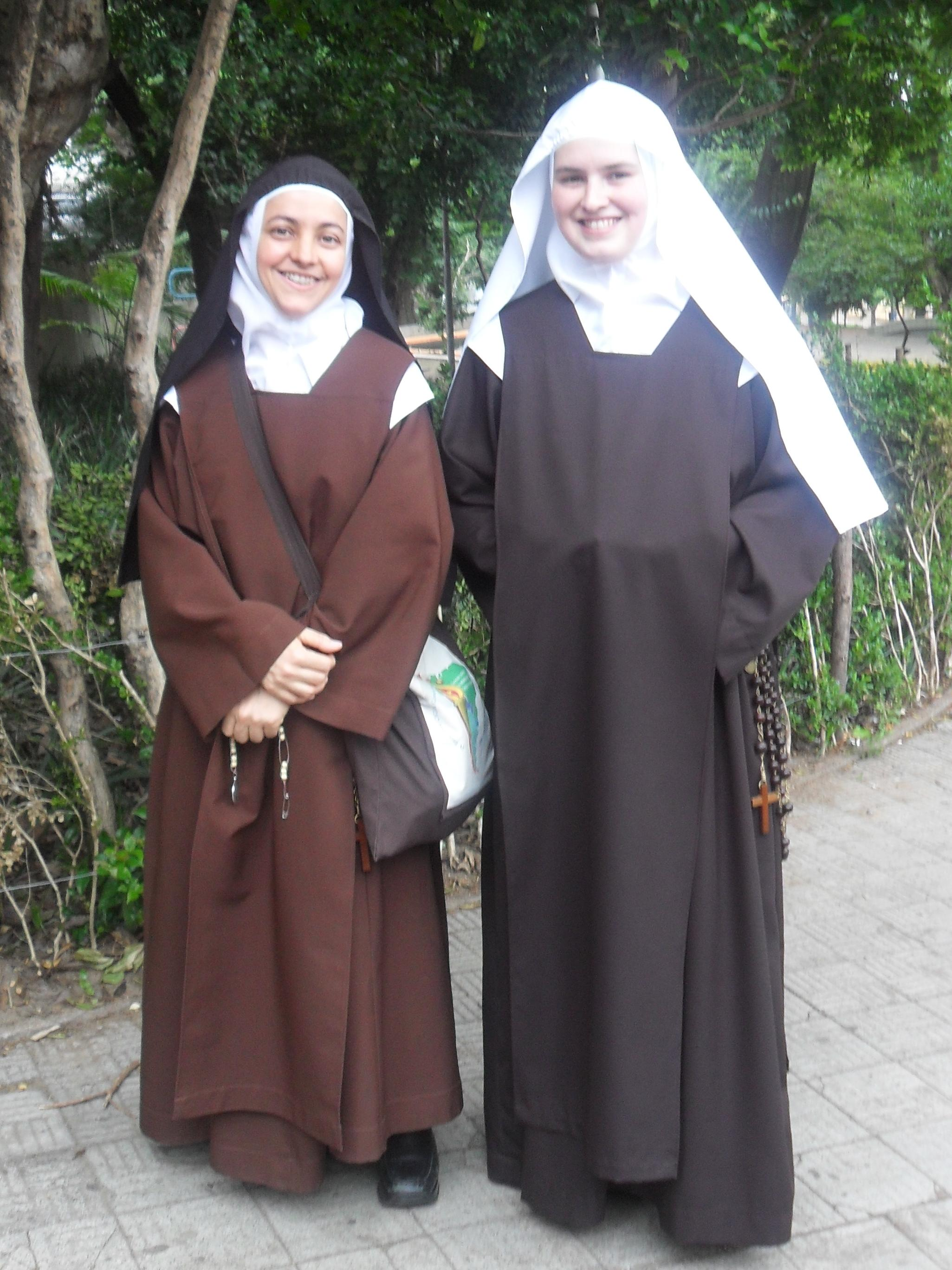
Monache carmelitane
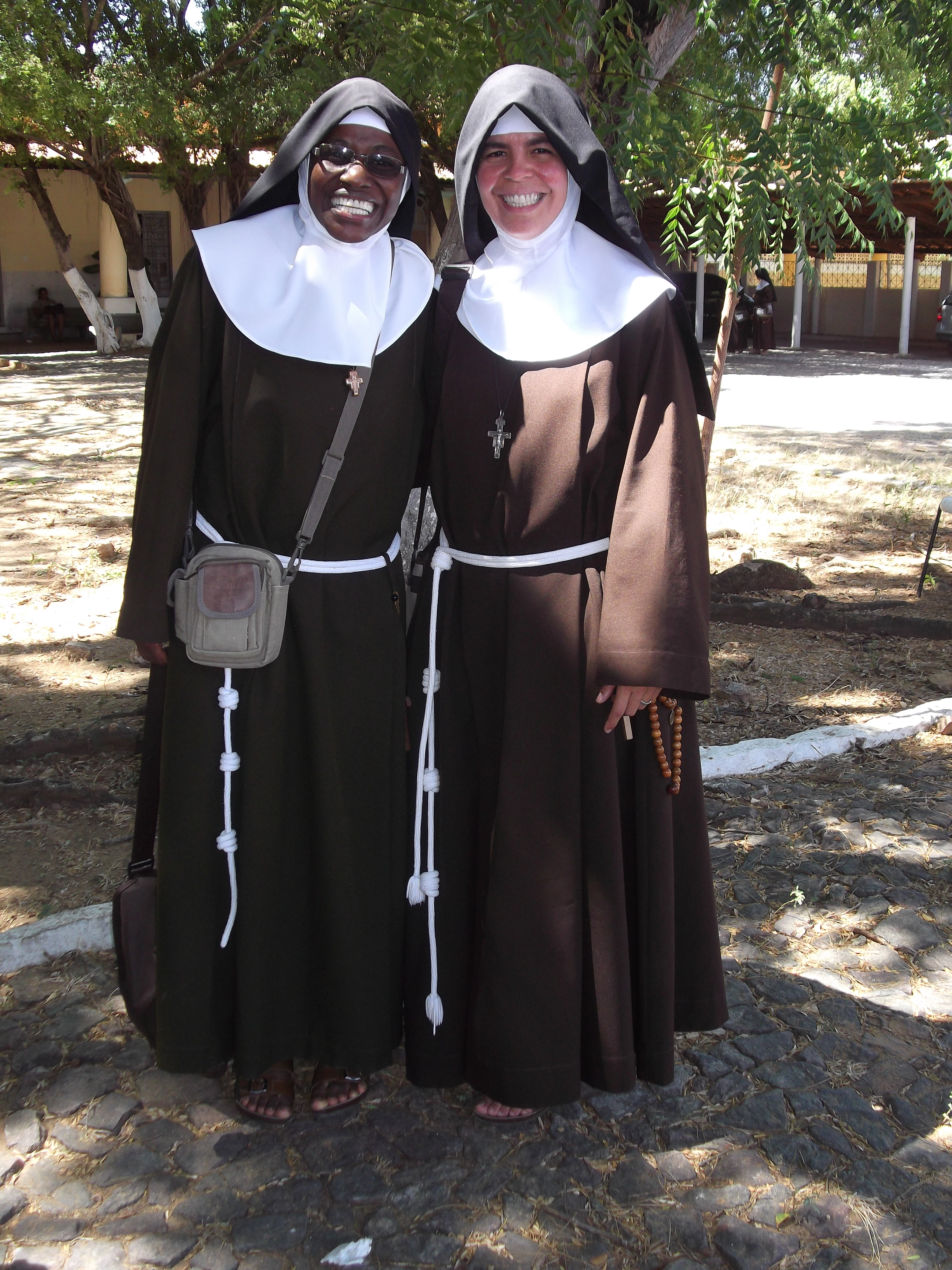
Monache clarisse
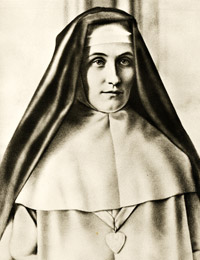
Suore del Buon Pastore
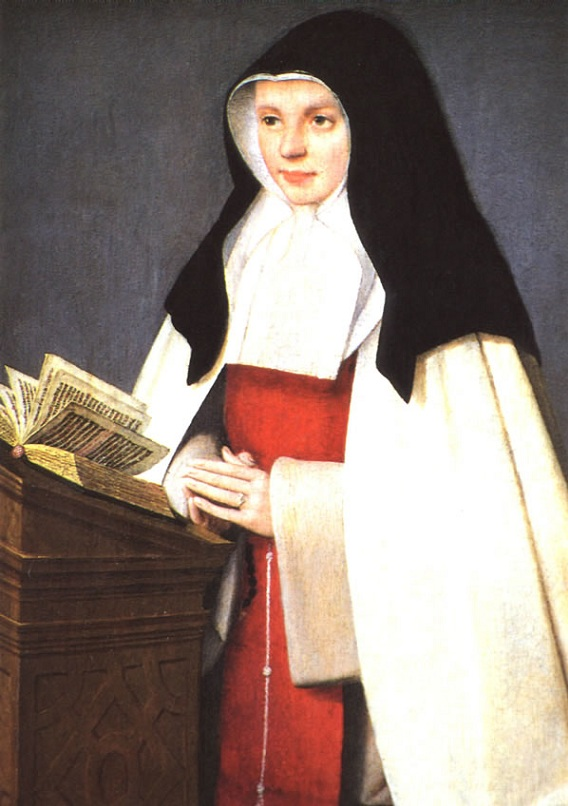
Suore Annunziate
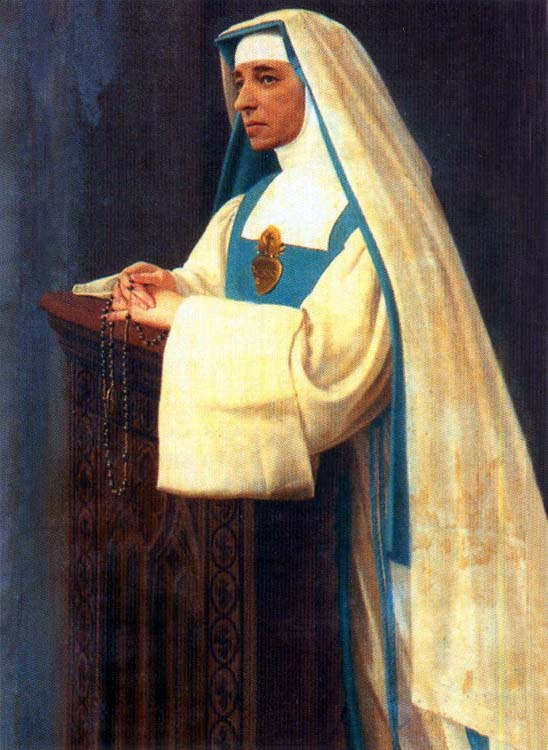
Suore di Maria Riparatrice
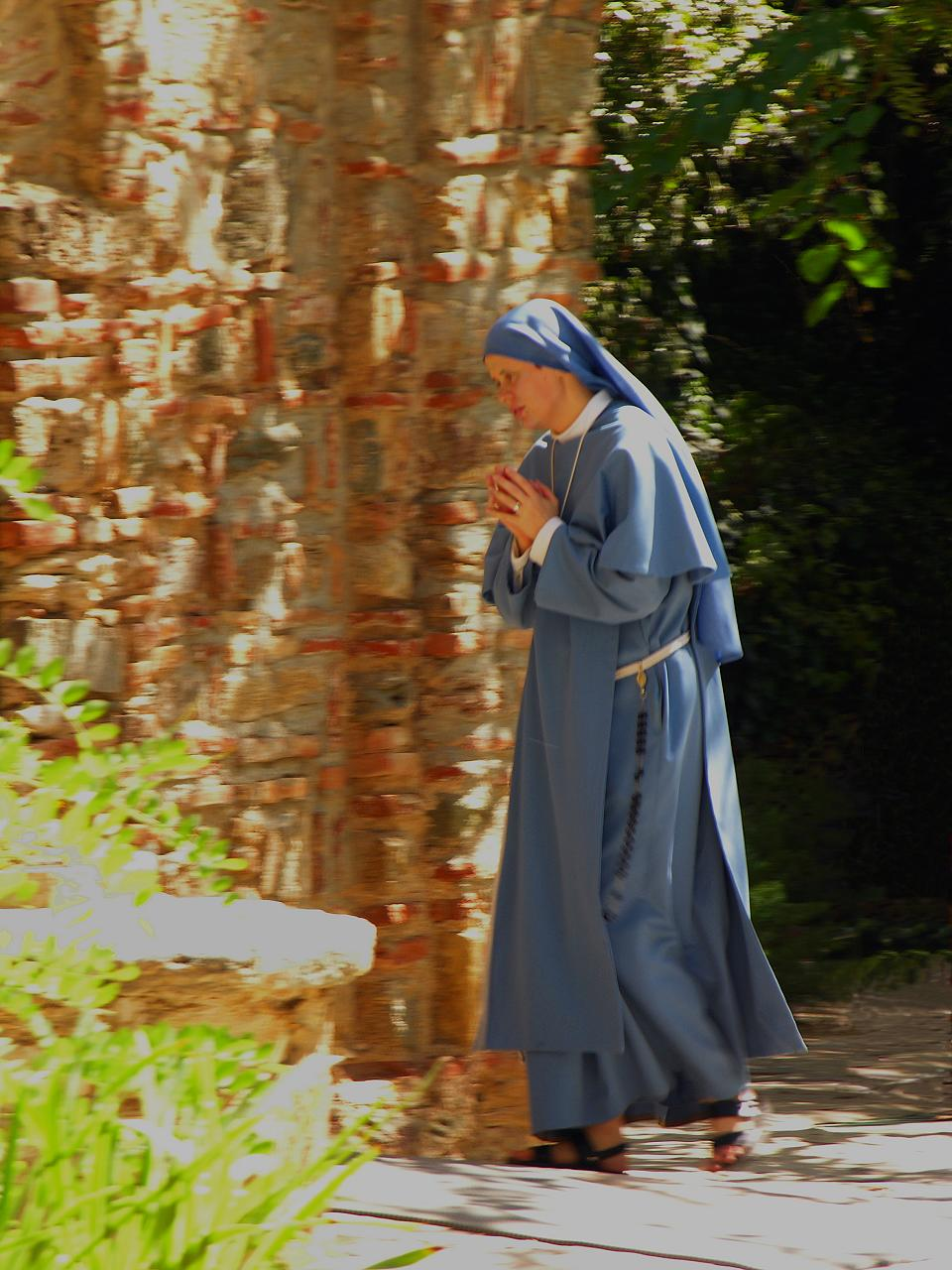
Suore francescane dell'Immacolata
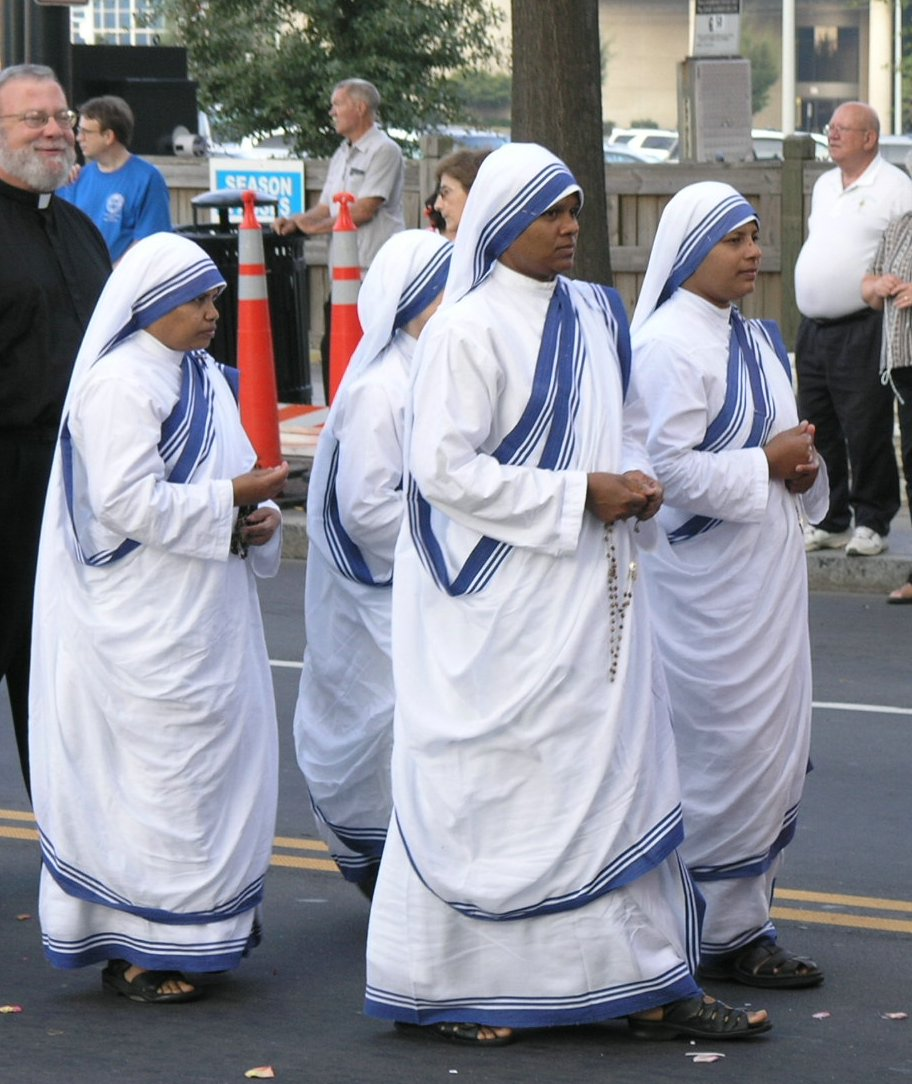
Missionarie della carità
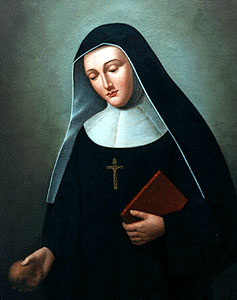
Benedettine
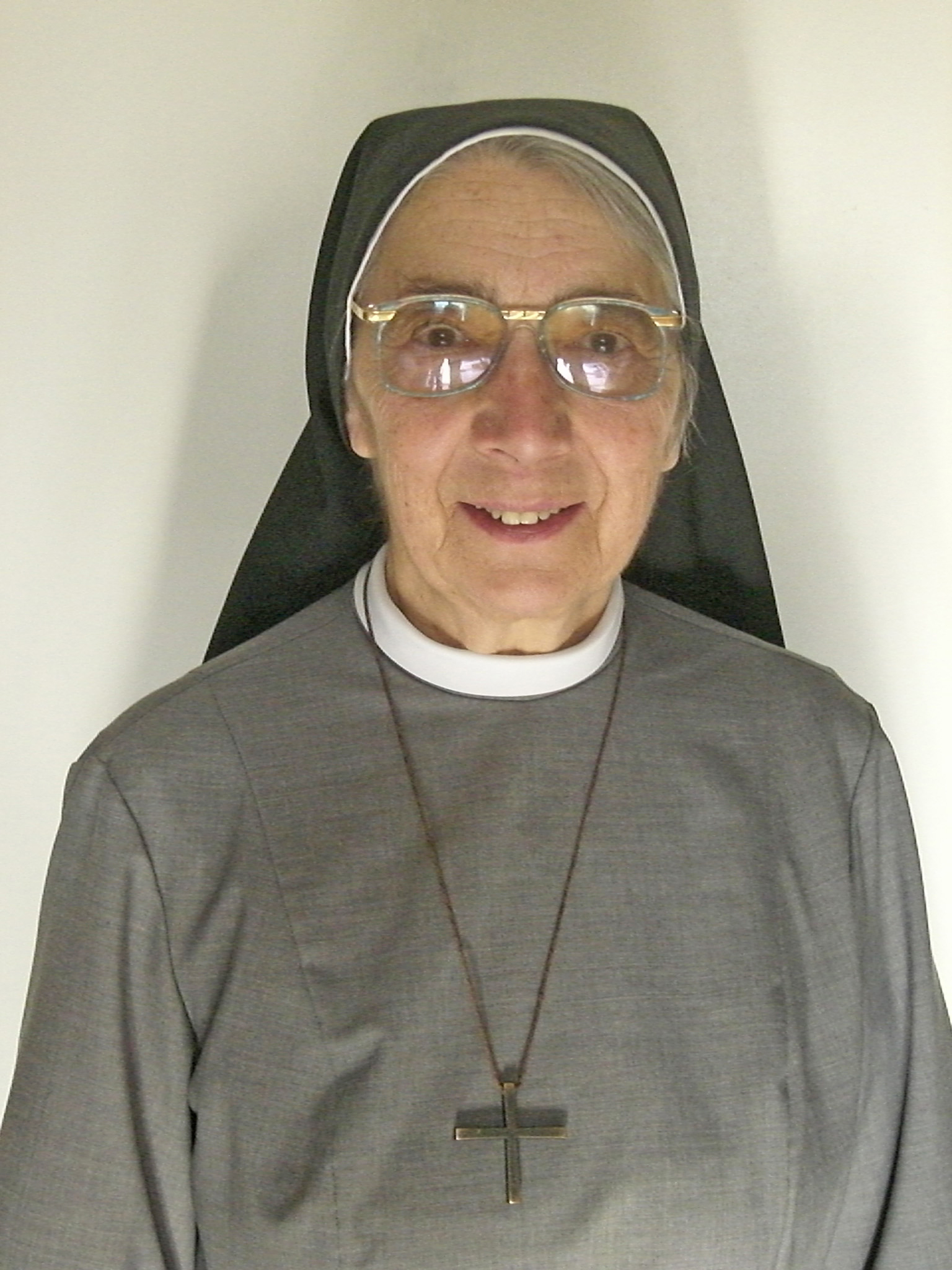
Suore della Santa Croce
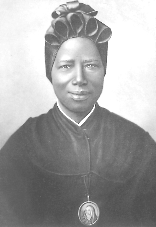
Figlie della carità (canossiane)